# Justicia puberula
Justicia puberula är en akantusväxtart som beskrevs av K.L. Immelman. Justicia puberula ingår i släktet Justicia och familjen akantusväxter. Inga underarter finns listade i Catalogue of Life.